# Tirumala septentrionis
Tirumala septentrionis är en fjäril som tillhör familjen praktfjärilar och finns på den Indiska subkontinenten och Sydostasien.
Utbredningsområdet sträcker sig över Indien, Myanmar och Sri Lanka. På Andamanerna och Nikobarerna hittades inga exemplar.
Artens vingar har en blåsvart grundfärg. På grundfärgen finns ett mönster av ljusa långsträckta fläckar, som motsvarar mönstret hos arten Tirumala limniace. Hos Tirumala septentrionis är fläckarna smalare än hos Tirumala limniace och mellanrummet tar mer plats. Vingarnas undersida är gulbrun.
På Sri Lanka jagas fjärilen av drongor (Dicruridae) och av ödlor från släktet Calotes.